# Школа джазового та естрадного мистецтв
Школа джазового та естрадного мистецтв (ШДЕМ) — єдина в Україні державна школа такого профілю. Знаходиться вона у Дніпровському районі міста Києва та підпорядковується Дніпровській районній у місті Києві державній адміністрації. Створена у 2001 році, й від цього часу її очолює український джазмен, джазовий критик, музикознавець Петро Полтарєв. Перший заступник директора Школи джазового та естрадного мистецтв — Оксана Федорівна Браунер. Окрім доступних тільки тут джазових музичних спеціальностей в ланці державної мистецької освіти України, ШДЕМ відома своїм новаторським та демократичним підходом у навчанні дітей та дорослих.

## Структура школи
У Школі джазового та естрадного мистецтв 4 відділення:
1. інструментальне,
2. вокальне,
3. хореографічне (за напрямком сучасного танцю),
4. театральне[4].

Найширше представлене вокальне відділення (джазовий та естрадний вокал). Інструментальне відділення у свою чергу поділяється на академічний та естрадно-джазовий відділи. У академічному відділі навчають грі на фортепіано, скрипці, баяні, акордеоні, бандурі, гітарі, домрі, саксофоні, флейті та на ударних інструментах. А в естрадно-джазовому відділі навчаються за фахом фортепіано, синтезатор, саксофон, гітара (рок, джаз), бас-гітара та контрабас. Крім цього, викладають джазове сольфеджио та імпровізацію.
На базі школи відкрито:
- театр пісні «Нотки», ведучим артистом якого є Федір Скляренко — фіналіст дитячого Євробачення[6];
- зразковий театр-студію мюзиклу «ОКей»[7];
- Школу степу «STATUS TAP»[8] ;
- народний аматорський джазовий оркестр «Big yellow bend»[9], учасник багатьох міжнародних фестивалів, який з 2017  активно експериментує в напрямку сучасного музичного театру[10].
- Ансамбль сучасного танцю «Крила» на хореографічному відділенні.[11]

З 2020 року відома композиторка та ведуча знайомого усім проекту «Вечірня казка» на Першому національному телеканалі, Алла Мігай, започаткувала ансамбль «Мигалки» для найменших учнів Школи джазового та естрадного мистецтв.
В школі відкрився перший в Україні музей джазового мистецтва з експозицією, присвяченою пам'яті видатного українського джазового музиканта та педагога Євгена Дергунова.
З 2006 по 2018 рік на базі школи під орудою викладача ШДЕМ, Народного артиста України, професора, доктора педагогічних наук Валерія Титаренка видавався ілюстрований журнал «Джаз».

## Викладачі
Серед провідних викладачів ШДЕМ — Тетяна Келебай, Інесса Іваницька, Любов Капшук, Олена Собко, Тетяна Веріч, Крістіна Марті, Ольга Жмуріна (джазовий, академічний та естрадний вокал), Тетяна Кобзар (ансамбль Крила), Оксана Кульчицька (театр пісні «Нотки»), Оксана Ковальова (театр-студія мюзиклу ОКей), Сергій Шуліков (джазова імпровізація), Микола Єфремов (джазова та рок-гітара), Наталія Лєбєдєва (джазове фортепіано), Євген Машковцев (ударні),Наталія Безенкова (гітара), Олег Рубанський (флейта), Станіслав Чумаков, Юрій Нацвлішвілі (бас), композитори Ігор Корнілевич і Сергій Сметанін.
Олександра Рукомойнікова (скрипка), Олексій Кириченко (фортепіано)
Завідувач фортепіанного відділу ШДЕМ, викладач-методист Рада Петрівна Загорська.
Кандидат мистецтвознавства, доцент Олена Супрун (музична література, естрадно-джазове сольфеджіо).
Відповідальний секретар Асоціації естрадних і джазових оркестрів України, артдиректор Всеукраїнського фестивалю «Зимові джазові зустрічі» ім. Є. Дергунова, викладач вищої категорії Галина Макаренко-Дергунова викладає у Школі джазового та естрадного мистецтв фортепіано та інші.

## Фестивалі та конкурси
На базі школи проводяться:

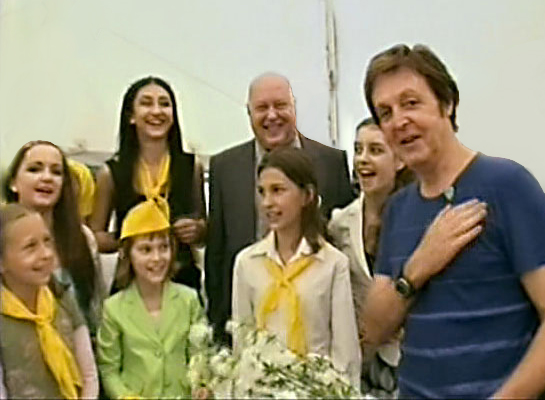
Учні та директор ШДЕМ Петро Полтарєв на фестивалі YELLOW SUBMARINE із його почесним президентом Сером Полом Маккартні, 14 червня 2008 року.

- Всеукраїнський фестиваль «Зимові джазові зустрічі» ім. Є.Дергунова (з 2001 року)[19];
- Фестиваль авторської пісні і поезії «Острів» імені Довлета Келова (з 2008 року)[20];
- Всеукраїнський конкурс «Мюзикл-авеню» (з 2011 року)[21];
- Всеукраїнський конкурс на найкраще виконання джазових творів серед дітей та молоді «Jazz Дебют» (з 2013 року)[22];
- Міжнародний дитячо-юнацький конкурс на найкраще виконання музики «THE BEATLES» «Yellow submarine» (з 2008 року). Почесний президент — Сер Пол Маккартні[23];
- Благодійний мистецький проект «Дует із зіркою» (з 2018 року). Перша в Україні подібна масштабна акція, яка привертає увагу до проблем дітей з аутизмом через спільні виступи юних вокалістів та знаних зірок українського шоу-бізнесу[24].

## Досягнення
Школа джазового та естрадного мистецтв є членом міжнародної асоціації International Association of Schools of Jazz, двічі перемогла в державній програмі «Мистецький Олімп України».
Разом з німецькою компанією «GIZ» учні ШДЕМ презентували своє мистецтво в культурній програмі Чемпіонату з футболу (Євро 2012).
24 квітня 2003 року за вагомий внесок в розвиток мистецтва, пропаганду ідей гуманізму та миру в усьому світі, навчальному закладу було присвоєно почесне звання «Школи зірок миру» з врученням відповідного сертифікату